# کودک کار در بنگلادش

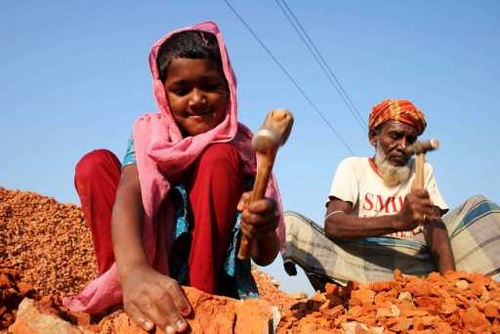
کودکان کار در بنگلادش

کودک کار در بنگلادش (انگلیسی: Child labour in Bangladesh) به کودکانی که به کار گرفته می‌شوند، گفته می‌شود. کار کردن کودکان در بنگلادش یک امر عادی است. ۴٫۷ میلیون یا ۱۲٫۶ درصد کودکان ۵ تا ۱۴ ساله بنگلادش نیروی کار این کشور بحساب می‌آیند. از این تعداد ۸۳ درصد آن‌ها در مناطق روستایی و ۱۷ درصد در شهرها کار می‌کنند. کودکان کار در کارهای کشاورزی، مرغداری، ماهیگیری، تولیدی لباس، صنایع چرم و کفاشی بکار گرفته می‌شوند. کودکان در کارهای تولید الیاف، شمع‌سازی، صابون‌سازی و مبل‌سازی نیز کار می‌کنند. آن‌ها نیز در صنایع نمک، تولید آزبست، مواد نفتی، ساخت موج‌گیر بکار گرفته می‌شوند.

## تعاریف
تعریف کودک کار برحسب مناطق مختلف، فرهنگ، سازماندهی و دولت‌ها فرق می‌کند. در نظریه غرب دوران کودکی بخشی از زندگی انسان است که هنوز ظرفیت یک شخص بالغ را دارا نمی‌باشد. گرچه یک تعریف جهان شمول برای کودک کار وجود ندارد، سازمان‌های بسیاری کودک کار و مشخصات آن را تعریف کرده‌اند.

### حداقل سن

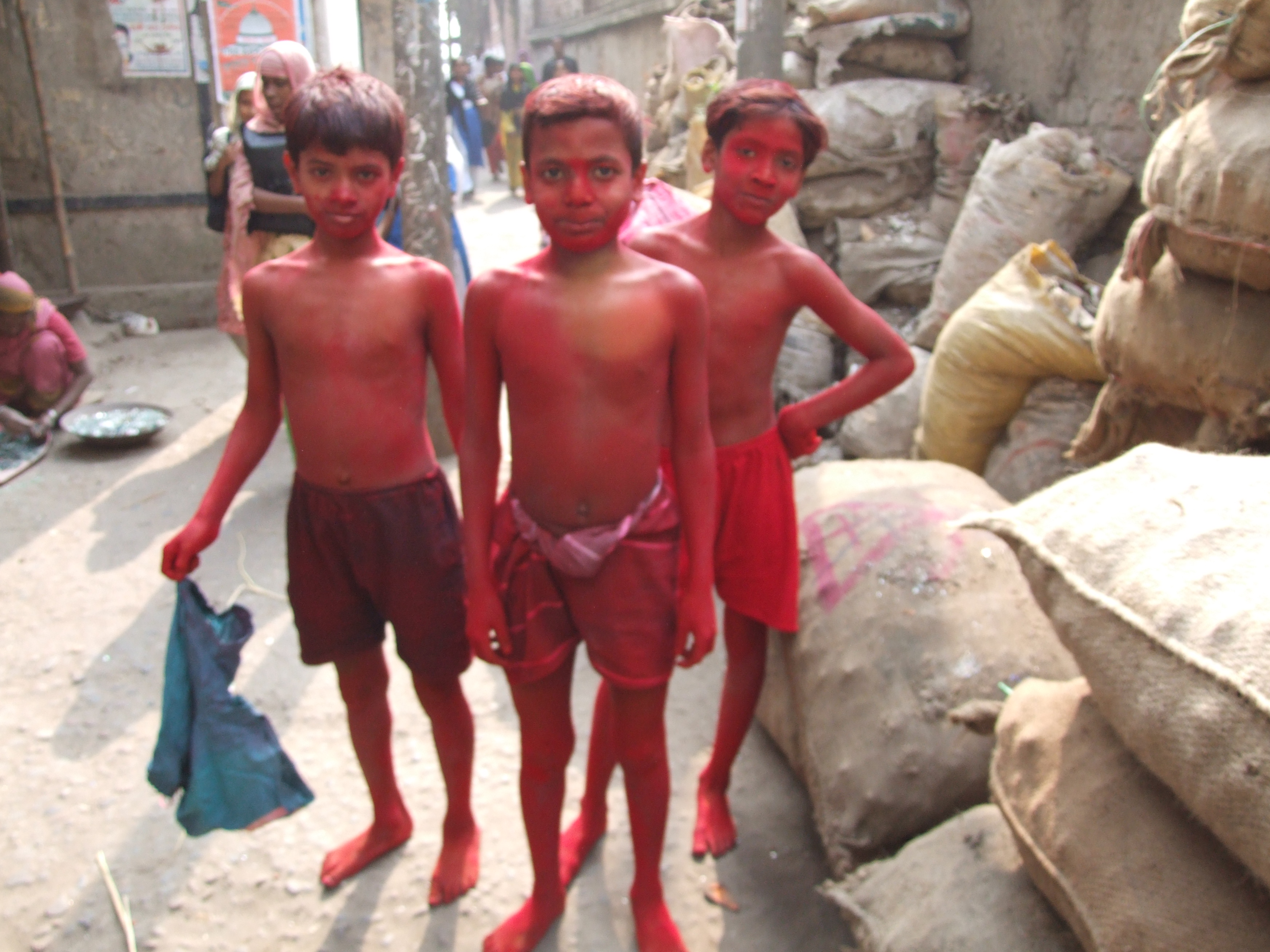
پسران در معرض مواد شیمیایی قرمز ورمیلیونی حاوی جیوه

سازمان بین‌المللی کار کنوانسیون حداقل سن را توضیح می‌دهد که کودک در ۱۲ سالگی می‌تواند در کارهای غیر خطرناک استخدام شود و از سن ۱۵ سالگی به بالا مجاز است وارد بازار کار گردد. از نظر سازمان بین‌المللی کار ساعات کار روزانه کودک بستگی به نوع کار دارد. این سازمان سه مقوله کار در مورد کودکان کار را مطرح می‌کند: کودکانی که اقتصاداً فعال هستند، کودکان کار و کودکانی که درگیر کارهای خطرناک هستند. کودکانی که اقتصاداً فعال تعریف شده‌اند به خردسالانی گفته می‌شود که هفته‌ای یکساعت خارج از مدرسه و خانه کار می‌کنند. کودکان کار به خردسالانی گفته می‌شود که در زیر سن ۱۲ سالگی وارد بازار کار شده‌اند.

### کارهای خطرناک
کودکانی که کارهای خطرناک را انجام می‌دهند در ارتقاء سلامت و ایمنی آن‌ها اثر می‌گذارد و جسم و روان آن‌ها در معرض آسیب قرار دارد. صندوق کمک به کودکان سازمان ملل (یونیسف) UNICEF کودکان کار را خردسالانی تعریف می‌کند که فعالیت شغلی آن‌ها بر سلامت و تحصیل آن‌ها اثر منفی می‌گذارد؛ و نیز کودک را از گذراندن طبیعی دوران کودکی محروم و موجب سوء استفاده و استثمار او توسط دیگران می‌شود.
اداره آمار بنگلادش هر کودک ۵ تا ۱۴ ساله‌ای که بیش از یکساعت در هفته با مزد یا مجانی کار کند را کودک کار بحساب می‌آورد. هر کودک ۱۰ ساله به‌بالا که به هر نوع فعالیت اقتصادی اقدام کند را کودک کار بحساب می‌آورد، چه این کار داخل خانواده یا خارج از آن انجام شود.

## جمعیت‌شناسی
کودکان روستایی بیشتر در معرض کار هستند تا کودکان شهری. این شاید به دلیل سنت کار در روستا است که کودکان با والدین خود با هم در مزارع کار می‌کنند. هم در مناطق روستایی و هم شهری پسران بیشتر از دختران خردسال بکار گرفته می‌شوند، و اکثریت کودکان کار در سنین بین ۱۲ تا ۱۴ سال قرار دارند.

## علت و ریشه کار کودکان

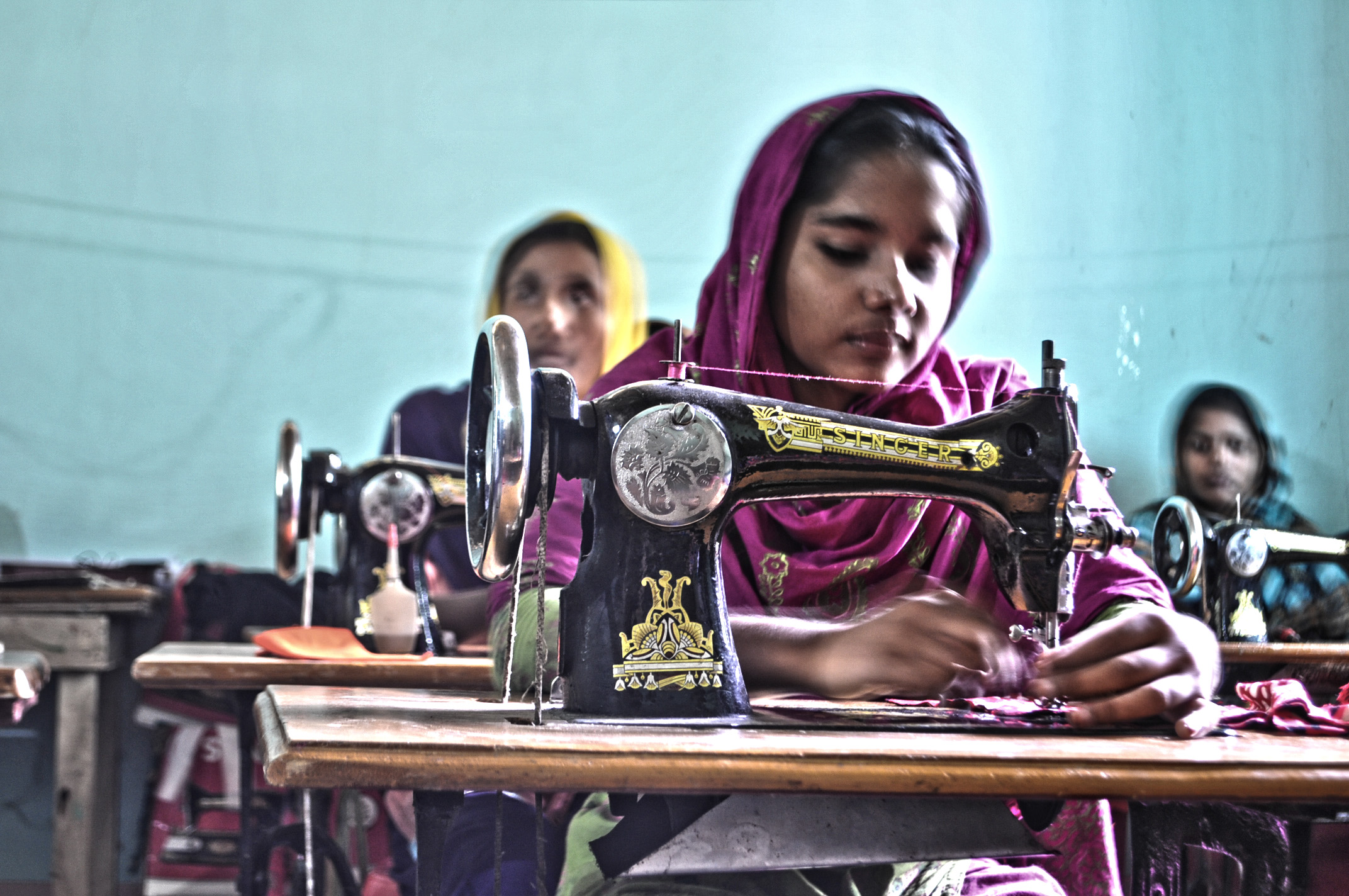
دختران و زنان شایع‌ترین کارکنان صنعت پوشاک بودند.

### فقر
بنظر بسیاری فقر علت اولیه کار کودکان شناخته شده‌است. رابطه بین فقر و کار کودکان مورد تأیید سازمان‌های بین‌المللی نظیر سازمان ملل و سازمان بین‌المللی کار ILO می‌باشد؛ و به همین دلیل توصیه می‌کنند برای کاهش تعداد کودکان کار باید سیاست فقرزدایی را پیش گرفت. یک رابطه معکوس بین میزان درآمد سرانه و تعداد کودکان کار وجود دارد. برای مثال اگر درآمد سرانه از صفر تا ۵۰۰ دلار به رقم ۵۰۰ تا ۱۰۰ دلار افزایش یابد، امار کودکان کار از ۳۰٪ تا ۶۰٪ به رقم ۱۰٪ تا ۳۰٪ کاهش پیدا می‌کند. در سال ۲۰۱۳ صندوق کمک به کودکان سازمان ملل (یونیسف) UNICEF آمار داد که ۴۳٫۳٪ مردم بنگلادش زیر خط فقر بین‌المللی زندگی می‌کنند گسترش شهرنشینی و افزایش جمعیت موجب فقر بیشتر می‌گردد. یونیسف در سال ۲۰۱۳ گزارش کرد که نرخ افزایش جمعیت از سال ۱۹۹۰ تا سال ۱۰۱۲ در بنگلادش برابر ۱٫۷٪ بوده‌است.

### بیسوادی
یکی دیگراز موجبات اصلی پیدایش کودکان کار بیسوادی است. کار کودک او را از تحصیل بازمی‌دارد. در خیلی از راه کارهای پیشنهادی برای ریشه‌کن کردن کار کودکان، روی آموزش خردسالان تأکید شده‌است. سازمان‌هایی نظیر سازمان ملل، سازمان بین‌المللی کار ILO و یونیسف UNICEF به اهمیت تأثیرگذاری آموزش در جهت فقرزدائی و جلوگیری از گسترش و ازدیاد کودکان کار اصرار دارند.

## قوانین کودکان کار
بنا بر قانون استخدامی کودکان ۱۹۳۸ بنگلادش بکارگیری کودکان بالاتر از ۱۵ سال در صنایع راه‌آهن، در حمل و نقل کالا و در مشاغل بندری مجاز است. این قانون نوجوانان بین ۱۵ تا ۱۷ ساله را مجاز می‌دارد که در شیفتهای شب تا صبح کار کنند، بشرط آنکه ۱۳ ساعت متوالی استراحت کرده باشند و سرپرست آن‌ها بالاتر ۱۸ سال سن داشته باشد یا در حال گذراندن دوره کارآموزی باشند. این قانون کار کردن کودکان زیر ۱۲ سال را در صنایع خطرناک ممنوع کرده‌است اما برای نوجوانان ۱۲ تا ۱۸ سال هیچگونه حفاظتی در نظر نگرفته‌است. در سال ۲۰۰۶ دولت بنگلادش قانونی را از تصویب گذراند که در آن حداقل سن استخدام کارگر ۱۴ سال می‌باشد. علی‌رغم این قانون، در عمل ضامن اجراُیی برای آن نیست، زیرا ۹۳٪ کودکان در بخش‌های غیررسمی نظیر کارگاه‌های کوچک یا کارها و مشاغل خانگی کار می‌کنند با اینکه کودکان کار در بنگلادش فراوان هستند، عده‌ای مخالف قانون کار کودکان هستند. بنگلادش به کنوانسیون بدترین شکل کار کودکان سازمان بین‌المللی کار ILO Worst Forms of Child Labor Convention (C182) پیوسته‌است. قانون کودکان ۲۰۱۳ قانون ۱۹۷۴ را که همخوانی با استانداردهای کنوانسیون سازمان ملل مربوط به حقوق کودکان سال ۱۹۸۹ را ندارد را لغو کرد. بخش ۴ این قانون می‌گوید علی‌رغم اجرای قوانین موجود اما هر فردی که زیر ۱۸ سال سن داشته باشد کودک بحساب می‌آید. در عین حال این قانون پیش‌بینی خاصی برای ممنوعیت کار کردن کودک را در نظر نگرفته‌است و بحثی از جریمه برای کسانی که کودکان را بکار می‌گیرند در میان نیست.
علاوه بر اقدامات دولتی، و سازمان بین‌المللی کار ILO تعدادی از سازمان‌های بین‌المللی دیگر نیز فعالیت‌هایی علیه کار کودکان را شروع کرده‌اند. این فعالیت‌ها شامل خارج کردن کودکان از محیط کارهای خطرناک است و فرستادن آن‌ها به مدرسه یا برنامه‌های کارآموزی است. اینها برای جبران از دست دادن دستمزد کار کودکان به خانواده‌ها کمک هزینه می‌دهند و نسبت به آثار مضر کار کودکان در محیطهای خطرناک برای افکار عمومی اطلاع‌رسانی می‌کنند.